# 暗殺者は魚を嫌う
『暗殺者は魚を嫌う』（あんさつしゃはさかなをきらう）は、高口里純による日本の漫画作品。
高口里純発行の同人誌「悪態」シリーズにて、2000年3月19日から2001年8月12日まで不定期掲載された。単行本はオークラ出版・オークラコミックスより全1巻刊行されている。
『ロイヤルドッグ -忠実な犬-』のスピンオフ作品であり、『汚い奴』とのクロスオーバー作品である。時系列では『汚い奴』より未来の物語であり、『ロイヤルドッグ -忠実な犬-』より過去の物語となる。
『ロイヤルドッグ -忠実な犬-』第7話のサブタイトルからタイトルが付けられている。

## 登場人物
宇部 八雲（うべ やくも）
（『ロイヤルドッグ -忠実な犬-』の主要人物）
18歳くらいの男。殺し屋。武器は銃。名前は城之内が付けた通り名であり、本名は「倉持忍」。二年前アメリカへの旅行中、消息不明になった高校生の現在の姿。三日三晩、水を使った拷問を受けた為、極端に水と魚を恐れる。
城之内の命令で実の母親を殺す。
城之内 美考（じょうのうち よしたか）
（『ロイヤルドッグ -忠実な犬-』の主要人物）
ヤクザ。一成会明野組、組長補佐。八雲を殺し屋として輸入した。
高須（たかす）
（『汚い奴』の主人公）
元プロボクサー。現在はユスリ屋。森山への依頼写真と八雲の写真との共通点に気付き、城之内へユスリを開始した。城之内へのユスリのせいで八雲に殺されそうになったが、返って闘争心が湧き、次こそは城之内と八雲に仕返そうと決意する。
森山（もりやま）
（『汚い奴』の副主人公）
興信所の探偵。八雲の母親に息子の行方の調査を依頼された。高須と共に城之内へのユスリに荷担するが、想像以上に危険な行為だと気付き、外国へ逃げる。
岸 玄季（きし ）
（『ロイヤルドッグ -忠実な犬-』の登場人物）
ヤクザ。辺山組組員。高須に八雲の写真を渡した。自分の父親がプロボクサーだった頃の高須の熱烈なファンだったために協力した。
城之内の内縁の妻
城之内の弱みにはならないと決めており、高須にゆすられた時、その場で娘を殺し心中しようとした。
渚（なぎさ）
城之内の娘。
八雲の母
森山に息子の捜索依頼をするが、その息子当人である八雲に殺された。

## 書誌情報
オークラ出版・オークラコミックス 全1巻
- 2007年12月12日発売、ISBN 978-4-775-51104-6